# FC Cádiz
Der Cádiz Club de Fútbol, im deutschsprachigen Raum bekannt als FC Cádiz, ist ein spanischer Fußballverein aus Cádiz in Andalusien. Der Club wurde 1910 von José Rivera y Lora gegründet. Die Vereinsfarben sind Gelb-Blau. Meist zwar in der Zweitklassigkeit der Segunda División vertreten, spielte der Verein aber auch mehrfach erstklassig, von 1985 bis 1993 gar acht Jahre in Folge. Im Sommer 2020 gelang die Rückkehr in die Primera División.
Der FC Cádiz organisiert jedes Jahr das Mitte August stattfindende Turnier Trofeo Ramón de Carranza. Der Pokal und auch das Stadion tragen den Namen des früheren Bürgermeisters der Stadt Cádiz. Das Turnier, an dem auch Mannschaften der Primera División teilnehmen, wird in der spanischen Öffentlichkeit und in den Medien mit großem Interesse verfolgt, weil es kurz vor Saisoneröffnung der Primera División und Segunda División stattfindet. Das erste Turnier wurde im Jahre 1955 veranstaltet.
Die Veranstaltung endet mit einem großen Volksfest, in dessen Mittelpunkt eine nächtliche Grillparty steht, die an der Playa Victoria, einem großen Stadtstrand von Cádiz, stattfindet. Der FC Cádiz gehörte bisher sieben Mal zu den Gewinnern des Turniers (1981, 1983, 1985, 1986, 1993, 1994, 2006).

## Stadion
Das Estadio Ramón de Carranza wurde zwischen Mai 1954 und August 1955 gebaut und hatte eine Kapazität von 22.000 Plätzen. Es wurde nach einem ehemaligen Bürgermeister von Cádiz benannt. Eingeweiht wurde es am 3. September 1955 mit einem Spiel zwischen Cádiz und dem FC Barcelona, das die Elf aus Katalonien mit 4:0 gewann. 2005 wurde ein Teil des Stadions modernisiert und mit zusätzlichen Sitzplatzkapazitäten ausgestattet.
Im November 2006 wurde auch der letzte Teil der alten Tribüne eingerissen. Allerdings ergaben sich dann Streitigkeiten zwischen Verein, Stadt, Sponsoren und Regierung über die Finanzierung der neuen Tribüne. Mittlerweile sind diese Probleme aber gelöst. Das Stadion hat aktuell ein Fassungsvermögen von 25.033 Zuschauern.

## Ligazugehörigkeit
- Primera División: 12 Spielzeiten, beste Platzierung: Platz 12 am Ende der Saison 1987/88
- Segunda División: 37 Spielzeiten
- Segunda División B: 10 Spielzeiten
- Tercera División: 12 Spielzeiten

## Aktueller Kader 2024/25
| Nr.                   | Nat.        | Name                    | Geburtsdatum  | im Verein seit | Vertrag bis |
| Torhüter              | Torhüter    | Torhüter                | Torhüter      | Torhüter       | Torhüter    |
| --------------------- | ----------- | ----------------------- | ------------- | -------------- | ----------- |
| 01                    | Spanien     | David Gil               | 11. Jan. 1994 | 2018           | 2027        |
| 13                    | Spanien     | José Antonio Caro       | 3. Mai 1994   |                |             |
| Abwehrspieler         |             |                         |               |                |             |
| 02                    | Spanien     | Joseba Zaldúa           | 24. Juni 1992 | 2022           | 2025        |
| 03                    | Spanien     | Fali                    | 12. Aug. 1993 | 2019           | 2026        |
| 05                    | Spanien     | Víctor Chust            | 5. März 2000  | 2022           | 2026        |
| 14                    | Serbien     | Bojan Kovacevic         | 22. Mai 2004  |                |             |
| 18                    | Spanien     | José Joaquín Matos      | 6. Mai 1995   |                |             |
| 20                    | Spanien     | Iza Carcelén            | 23. Apr. 1993 | 2019           | 2025        |
| 24                    | Spanien     | Antonio Glauder         | 18. Okt. 1995 |                |             |
| 33                    | Spanien     | Julio Cabrera           | 14. Aug. 2003 |                |             |
| -                     | Spanien     | Luis Hernández          | 14. Apr. 1989 | 2022           | 2026        |
| Mittelfeldspieler     |             |                         |               |                |             |
| 04                    | Spanien     | Rubén Alcaraz           | 1. Mai 1991   | 2022           | 2025        |
| 06                    | Spanien     | Fede San Emeterio       | 16. März 1997 | 2022           | 2026        |
| 08                    | Spanien     | Álex Fernández          | 15. Okt. 1992 | 2017           | 2025        |
| 12                    | Mali        | Rominigue Kouamé        | 17. Dez. 1996 | 2023           | 2026        |
| 17                    | Argentinien | Gonzalo Escalante       | 27. März 1993 | 2023           | 2026        |
| 19                    | Spanien     | José Antonio de la Rosa | 28. Juli 2004 |                |             |
| 21                    | Chile       | Tomás Alarcón           | 19. Jan. 1999 |                |             |
| 25                    | Spanien     | Óscar Melendo           | 23. Aug. 1997 |                |             |
| Stürmer               |             |                         |               |                |             |
| 07                    | Spanien     | Rubén Sobrino           | 1. Juni 1992  | 2021           | 2026        |
| 09                    | Spanien     | Roger Martí             | 3. Jan. 1991  | 2023           | 2026        |
| 10                    | Uruguay     | Brian Ocampo            | 25. Juni 1999 | 2022           | 2026        |
| 11                    | Spanien     | Iván Alejo              | 10. Feb. 1995 | 2020           | 2025        |
| 15                    | Spanien     | Francisco Mwepu         | 29. Feb. 2000 |                |             |
| 16                    | Spanien     | Chris Ramos             | 18. Jan. 1997 | 2023           | 2028        |
| 22                    | Spanien     | Javier Ontiveros        | 9. Sep. 1997  |                |             |
| 23                    | Spanien     | Carlos Fernández        | 22. Mai 1996  |                |             |
| Stand: 1. Januar 2025 |             |                         |               |                |             |

## Spieler
- Haruna Babangida
- Fabián Estoyanoff
- Andrés Fleurquín
- Mágico González
- Kamil Kosowski
- Laurențiu Roșu
- Kiko
- Bartholomew Ogbeche
- Igor Štimac

## Trainer
- Ferdinand Daučík (1971–1972)
- Domènec Balmanya (1972–1974)

## Ehemalige Präsidenten
- Manuel de Irigoyen
- José Rivera y Lora
- Manuel de Diego Moreno

## Sonstiges
Im Alter von 41 Jahren und 114 Tagen ist Alberto Cifuentes der älteste Debütant der spanischen Premiera Division. Im Duell der Aufsteiger bei SD Huesca (Endstand: 2:0) behielt Cifuentes über die komplette Spielzeit eine weiße Weste.